# Endogeneità della moneta
(Nicholas Kaldor.)
L'endogeneità della moneta è un concetto di economia monetaria nel quale si afferma che la moneta è endogena al sistema economico contemporaneo e, in particolare, che la moneta è eminentemente un prodotto dell'attività creditizia.
L'offerta monetaria è così frutto della domanda monetaria e quindi, sia per effetto di questa domanda sia in base all'elasticità della curva di offerta del credito, la moneta aumenta o si riduce. Si parla perciò di creazione di moneta-credito, ossia moneta scritturale emessa sotto forma di credito, da parte del sistema bancario commerciale.
Rispetto a quanto usualmente propugnato dalle teorie economiche mainstream, per i fautori della moneta endogena il rapporto di causa ed effetto tra quantità di moneta e livello dei prezzi si inverte in quanto è il secondo che determina la prima. Un precursore di questa visione può essere considerato Thomas Robert Malthus.
Tale concetto è presente in particolare tra i filoni endogeneisti della ricerca economica di stampo post-keynesiano, quali il circuitismo, l'orizzontalismo e la Teoria Monetaria Moderna.